# サキソフォン・コロッサス
サキソフォン・コロッサス（Saxophone Colossus）は、ジャズ・サックス奏者ソニー・ロリンズが、1956年にプレスティッジ・レコードから発表したアルバム。発売直後から英米のメディアで絶賛され、ロリンズの名を一躍広めた。現在もロリンズの代表作に挙げられる。

## 解説
ロリンズの個性である、温かみのある演奏が存分に発揮された内容で、彼の最高傑作と名高い。
自作曲「セント・トーマス」は、カリプソに影響を受けた明るい曲で、タイトルの由来はセント・トーマス島。ロリンズの母方がヴァージン諸島出身ということもあって、ロリンズも幼い頃からカリプソに親しんできたという。その後長きに渡って、コンサートの重要なレパートリーとなり、2005年に行われた最後の日本公演でも演奏された。また、ケニー・ドリュー、ジム・ホール、寺井尚子等、多くのアーティストにカバーされている。ロリンズ自身も、1964年のスタジオ録音アルバム『ナウズ・ザ・タイム』でセルフカバーした。
「ストロード・ロード」は、1980年発表のアルバム『ラヴ・アット・ファースト・サイト』にも、アレンジを変えて収録。「モリタート」は、ミュージカル『三文オペラ』の挿入歌をアレンジしたもの。

## 収録曲
1. セント・トーマス - St. Thomas（Sonny Rollins）
2. ユー・ドント・ノウ・ホワット・ラヴ・イズ - You Don't Know What Love Is（Raye, DePaul）
3. ストロード・ロード - Strode Rode（S. Rollins）
4. モリタート - Moritat（Brecht, Weill）
5. ブルー・セヴン - Blue Seven（S. Rollins）

## 演奏メンバー
- ソニー・ロリンズ - テナー・サックス
- トミー・フラナガン - ピアノ
- ダグ・ワトキンス - ベース
- マックス・ローチ - ドラム